# Lucas Pusineri
Lucas Andrés Pusineri Bignone  (Buenos Aires, Argentina; 16 de julio de 1976) es un exfutbolista y entrenador argentino que jugaba de mediocampista. Actualmente dirige a Atlético Tucumán de la Liga Profesional.

## Trayectoria

### Como jugador
Pusineri, empezó en las inferiores de Platense y debutó profesionalmente en Almagro en 1997, donde se hizo conocido por su apodo "piromano".En 1999 pasó a San Lorenzo de Almagro, club donde hizo su debut en Primera División. Allí se consagra campeón del Torneo Clausura 2001, con un buen rendimiento.
En el año 2002 fue transferido a Independiente,donde obtiene el título del Torneo Apertura 2002, con Américo Gallego como entrenador.Marcó un tanto decisivo que le permitió a Independiente empatar 1-1 con Boca Juniors, y no arriesgar su lucha por el campeonato;este gol fue elegido por los hinchas como la mejor anotación en la historia del club en una encuesta realizada como festejo del centenario de Independiente, junto con el de Ricardo Enrique Bochini a la Juventus en la Copa Intercontinental de 1973. También marcó en el clásico de Avellaneda contra Racing el 21 de febrero de 2009, duelo en el que Independiente se impuso por dos goles.
En 2005 volvió a Independiente, pero el entonces DT del equipo, Julio César Falcioni, no lo tuvo en cuenta, razón por la cual fue cedido a préstamo a River Plate. En este equipo tampoco tendría un lugar en la alineación titular, por lo que decidió volver a Independiente luego de la salida de Falcioni, a comienzos de 2007. Pedro Troglio, DT de Independiente, lo mantuvo como suplente durante varias fechas, sin poder volver a consolidarse como titular. Sin embargo, sus explosivas actuaciones (contra River Plate en el Apertura 2007 y Tigre en el Clausura 2008) hicieron que en repetidas situaciones volviera a ser incluido como tal. 
Fue titular en reemplazo de otros jugadores cuando estos se lesionaron, o fue incluido en el banco de suplentes, pero volvió a escena definitiva cuando Pedro Troglio comenzó a emplear el sistema 4-4-2, y se necesitó el empleo de 4 volantes. Su camino para volver a ser titular fue respaldado por el hecho de que a pesar de ser un volante más defensivo que ofensivo, en sus actuaciones realizó técnicas futbolísticas ofensivas como la proyección, la realización de pases y de centros. Sus mejores habilidades defensivas eran la barrida, el quite de pelota en pleno movimiento (interceptor), y el rechazo de pelotas usando su cabeza o rematándola.
A mediados del 2010 retorna a su primer club, Platense, del cual es seguidor, para disputar el Campeonato de Primera B, tras el cual cuelga los botines de manera definitiva.

### Como entrenador

#### Cúcuta Deportivo
Luego de ser ayudante de campo en Argentinos Juniors,Pusineri tuvo su primera experiencia como entrenador en el Cúcuta Deportivo de la Categoría Primera B de Colombia.En su primer año, obtuvo el ascenso a la primera categoría y logró una extraordinaria campaña al terminar en el 1.er puesto en la fase regular y en los cuadrangulares.En la final del cuadrangular, venció a Unión Magdalena por un resultado global de 3 a 0 para lograr el título en la Primera B.En diciembre del mismo año, anunció su marcha del club.

#### Deportivo Cali
El 2 de diciembre del 2018 fue oficializado como entrenador del Deportivo Cali y firmó contrato por un año. Durante su estadía en el club Deportivo Cali, llegó a la final de la Copa Colombia cayendo ante Independiente Medellín.En diciembre de 2019, expiró su contrato y no fue renovado.

#### Independiente
El 23 de diciembre de 2019, fue confirmado como entrenador de Independiente en reemplazo de Sebastián Beccacece.Bajo su mandato, el club de Avellaneda alcanzó los cuartos de final de la Copa Sudamericana pero cayó ante Lanús.En enero de 2021, dejó su cargo luego de una serie de malos resultados.

#### Atlético Tucumán
El 11 de abril de 2022, se anunció su llegada a Atlético Tucumán, con el objetivo de alejarse del descenso.En un principio, el equipo mostró un alto rendimiento y llegó a quedar puntero de la Liga Profesional. No obstante, sus dirigidos decayeron en las últimas fechas y terminarían en el quinto lugar.Luego de un flojo comienzo, presentó su renuncia en junio de 2023.

#### Tigre
El 30 de agosto de 2023, fue oficializado como entrenador de Tigre.Logró salvar al club del descenso con una fecha de anticipación, luego de empatar 1-1 ante Platense.Tras 108 días en el cargo, fue despedido en diciembre del mismo año.

#### Nueva etapa en Atlético Tucumán
El 9 de febrero de 2025, inició su segundo ciclo al frente de Atlético Tucumán.

## Clubes

### Como jugador
| Club          | País      | Año       |
| ------------- | --------- | --------- |
| Almagro       | Argentina | 1997-1999 |
| San Lorenzo   | Argentina | 1999-2002 |
| Independiente | Argentina | 2002-2003 |
| Saturn        | Rusia     | 2003-2004 |
| Independiente | Argentina | 2004-2005 |
| River Plate   | Argentina | 2006      |
| Independiente | Argentina | 2007-2010 |
| Platense      | Argentina | 2010-2011 |

### Como asistente
| Club               | País      | Año       | Asistente De   |
| ------------------ | --------- | --------- | -------------- |
| Argentinos Juniors | Argentina | 2013-2014 | Claudio Borghi |

### Estadísticas como entrenador
| Equipo                      | Temporada     | Liga | Liga | Liga | Liga |    | Copa | Copa | Copa | Copa |   | Internacional | Internacional | Internacional | Internacional |    | Totales | Totales     | Totales | Totales | Totales | Totales | Totales | Totales | Totales |
| Equipo                      | Temporada     | PD   | G    | E    | P    | PD | G    | E    | P    | PD   | G | E             | P             | PD            | G             | E  | P       | Rendimiento | GF      | GC      | Dif.    | Ptos.   |         |         |         |
| --------------------------- | ------------- | ---- | ---- | ---- | ---- | -- | ---- | ---- | ---- | ---- | - | ------------- | ------------- | ------------- | ------------- | -- | ------- | ----------- | ------- | ------- | ------- | ------- | ------- | ------- | ------- |
| Cúcuta Deportivo · Colombia | 2018          | 38   | 27   | 9    | 2    | 6  | 4    | 1    | 1    | -    | - | -             | -             | 44            | 31            | 10 | 3       | 78.03%      | 64      | 20      | +44     | 103     |         |         |         |
| Cúcuta Deportivo · Colombia | Total         | 38   | 27   | 9    | 2    | 6  | 4    | 1    | 1    | -    | - | -             | -             | 44            | 31            | 10 | 3       | 78.03%      | 64      | 20      | +44     | 103     |         |         |         |
| Deportivo Cali · Colombia   | 2019          | 52   | 22   | 13   | 17   | 8  | 4    | 2    | 2    | 4    | 1 | 1             | 2             | 64            | 27            | 16 | 21      | 50.52%      | 81      | 70      | +11     | 97      |         |         |         |
| Deportivo Cali · Colombia   | Total         | 52   | 22   | 13   | 17   | 8  | 4    | 2    | 2    | 4    | 1 | 1             | 2             | 64            | 27            | 16 | 21      | 50.52%      | 81      | 70      | +11     | 97      |         |         |         |
| Independiente Argentina     | 2019-20       | 8    | 2    | 2    | 4    | 11 | 5    | 3    | 3    | 8    | 4 | 2             | 2             | 27            | 11            | 7  | 9       | 49.38%      | 34      | 24      | +10     | 40      |         |         |         |
| Independiente Argentina     | Total         | 8    | 2    | 2    | 4    | 11 | 5    | 3    | 3    | 8    | 4 | 2             | 2             | 27            | 11            | 7  | 9       | 49.38%      | 34      | 24      | +10     | 40      |         |         |         |
| Atlético Tucumán Argentina  | 2022          | -    | -    | -    | -    | 7  | 2    | 3    | 2    | -    | - | -             | -             | 7             | 2             | 3  | 2       | 42.86%      | 10      | 8       | +2      | 9       |         |         |         |
| Atlético Tucumán Argentina  | 2022          | 27   | 12   | 10   | 5    | -  | -    | -    | -    | -    | - | -             | -             | 27            | 12            | 10 | 5       | 56.79%      | 32      | 22      | +10     | 46      |         |         |         |
| Atlético Tucumán Argentina  | 2023          | 22   | 5    | 9    | 8    | 1  | 0    | 0    | 1    | -    | - | -             | -             | 23            | 5             | 9  | 9       | 34.78%      | 20      | 30      | -10     | 24      |         |         |         |
| Atlético Tucumán Argentina  | Total         | 49   | 17   | 19   | 13   | 8  | 2    | 3    | 3    | -    | - | -             | -             | 57            | 19            | 22 | 16      | 46.2%       | 62      | 60      | +2      | 79      |         |         |         |
| Tigre Argentina             | 2023          | -    | -    | -    | -    |    | 12   | 3    | 4    | 5    |   | -             | -             | -             | -             |    | 12      | 3           | 4       | 5       | 36.11%  | 8       | 10      | -2      | 13      |
| Tigre Argentina             | Total         | -    | -    | -    | -    |    | 12   | 3    | 4    | 5    |   |               |               |               |               |    | 12      | 3           | 4       | 5       | 36.11%  | 8       | 10      | -2      | 13      |
| Atlético Tucumán Argentina  | 2025-A        | 12   | 4    | 1    | 7    |    | 1    | 1    | 0    | 0    |   | -             | -             | -             | -             |    | 13      | 5           | 1       | 7       | 41.02%  | 17      | 14      | +3      | 16      |
| Atlético Tucumán Argentina  | 2025-C        | 5    | 1    | 3    | 1    |    | 2    | 1    | 0    | 1    |   | -             | -             | -             | -             |    | 7       | 2           | 3       | 2       | 42.86%  | 9       | 9       | 0       | 9       |
| Atlético Tucumán Argentina  | Total         | 66   | 22   | 23   | 21   |    | 11   | 4    | 3    | 4    |   | -             | -             | -             | -             |    | 77      | 26          | 26      | 25      | 45.03%  | 88      | 83      | +5      | 104     |
| Total carrera               | Total carrera | 164  | 73   | 47   | 44   |    | 48   | 20   | 13   | 15   |   | 12            | 5             | 3             | 4             |    | 224     | 98          | 63      | 63      | 53.13%  | 275     | 207     | +68     | 357     |
| 1. 2.                       |               |      |      |      |      |    |      |      |      |      |   |               |               |               |               |    |         |             |         |         |         |         |         |         |         |

#### Resumen de competiciones
| Competición                              | Partidos | Ganados | Empatados | Perdidos | Rendimiento | Mejor resultado        |
| ---------------------------------------- | -------- | ------- | --------- | -------- | ----------- | ---------------------- |
| Primera A de Colombia                    | 52       | 22      | 13        | 17       | 50.64%      | Cuarto lugar           |
| Primera División de Argentina            | 74       | 24      | 25        | 25       | 43.69%      | Quinto lugar           |
| Primera B de Colombia                    | 38       | 27      | 9         | 2        | 78.94%      | Campeón                |
| Copa Colombia                            | 14       | 8       | 3         | 3        | 64.28%      | Subcampeón             |
| Copa Argentina                           | 6        | 3       | 0         | 3        | 50%         | Dieciseisavos de final |
| Copa de la Liga Profesional de Argentina | 27       | 8       | 10        | 9        | 41.98%      | 11° Lugar              |
| Copa de la Superliga Argentina           | 1        | 1       | 0         | 0        | 100%        | Primera fase           |
| Copa Sudamericana                        | 12       | 5       | 3         | 4        | 50%         | Cuartos de final       |
| Total en su carrera                      | 224      | 98      | 63        | 63       | 53.13%      | Un título              |

## Palmarés

### Como jugador

#### Campeonatos nacionales
| Título           | Equipo        | País      | Año    |
| ---------------- | ------------- | --------- | ------ |
| Primera División | San Lorenzo   | Argentina | 2001-C |
| Primera División | Independiente | Argentina | 2002-A |

#### Copas internacionales
| Título        | Equipo      | País      | Año  |
| ------------- | ----------- | --------- | ---- |
| Copa Mercosur | San Lorenzo | Argentina | 2001 |

### Como entrenador
| Título    | Equipo           | País     | Año  |
| --------- | ---------------- | -------- | ---- |
| Primera B | Cúcuta Deportivo | Colombia | 2018 |